# Accident Prone (Status Quo)
Accident Prone è un singolo del gruppo musicale rock britannico Status Quo, pubblicato il 17 novembre 1978 come secondo estratto dal loro undicesimo album in studio If You Can't Stand the Heat.

## La canzone
Evidenti contaminazioni da disco music distinguono questo brano degli Status Quo, pubblicato come secondo singolo estratto dall'album If You Can't Stand the Heat.
Espressione di una particolare fase di ricerca e sperimentazione sonora, la traccia non ottiene il successo sperato e solo in alcuni paesi del Nord Europa riesce a salire nelle Top 20 (al n. 13 nei Paesi Bassi, n. 15 in Belgio e n. 19 in Germania).
Nel Regno Unito il pezzo si ferma al n. 36 delle classifiche.
Il gruppo avrà molta più fortuna l'anno successivo, quando il brano Whatever You Want diverrà uno degli inni rock da discoteca più celebri e ballati di ogni tempo.

## Tracce
1. Accident Prone – 4:08 (Williams/Hutchins)
2. Let Me Fly – 4:20 (Rossi/Frost)

## Formazione
- Francis Rossi (chitarra solista, voce)
- Rick Parfitt (chitarra ritmica, voce)
- Alan Lancaster (basso, voce)
- John Coghlan (percussioni)

## Altri musicisti
- Andy Bown (tastiere)

## British singles chart
| Posizione | 49 | 36 | 39 | 41 | 52 | 52 | 56 | 56 | uscito |